# چاک رابرتسون
چارلز هیو "چاک" رابرسون (انگلیسی: Charles Hugh "Chuck" Roberson؛ ۱۰ مهٔ ۱۹۱۹ – ۸ ژوئن ۱۹۸۸) یک هنرپیشه و کابوی اهل ایالات متحده آمریکا بود.

## زندگی شخصی
رابرسون و وین برسون، بدلکار دیگر، در پرورش و آموزش اسب‌های مسابقه شریک بودند و رابرسون اسب‌ها را از مزرعه خود در بیکرزفیلد، کالیفرنیا، و برسون به آنها آموزش می‌داد. 

## فیلمشناسی
از فیلم‌ها یا برنامه‌های تلویزیونی که وی در آن نقش داشته است می‌توان به کت بالو، پائیز قبیله شاین، ریو گرانده، داناوانز ریف، آلامو، ۹۹ و ۴۴/۱۰۰ مرده اشاره کرد.